# Agonandra silvatica
Agonandra silvatica är en tvåhjärtbladig växtart som beskrevs av Adolpho Ducke. Agonandra silvatica ingår i släktet Agonandra och familjen Opiliaceae. Inga underarter finns listade i Catalogue of Life.